# エスクランゴナ (小惑星)
エスクランゴナ (1509 Esclangona) は、小惑星帯の内縁付近にあるハンガリア群の小惑星。アンドレ・パトリーがニースで発見した。
フランスの天文学者エルネスト・エスクランゴンに因んで命名された。

## 衛星
2003年2月13日に、D. C. スレイターらがヨーロッパ南天天文台で行った観測によってエスクランゴナの衛星・仮符号S/2003 (1509) 1が発見された。直径は4km程度（なお、衛星の発見に関する資料では主星の直径を12kmとしている）、軌道の半長径は140km、公転周期は推定20日である。